# ریهو ناکاجیما
ریهو ناکاجیما (انگلیسی: Riho Nakajima؛ زادهٔ ۳۱ ژانویهٔ ۱۹۷۸) شناگر موزون اهل ژاپن است.